# Parafia Miłosierdzia Bożego w Złotkowicach
Parafia Miłosierdzia Bożego w Złotkowicach − parafia rzymskokatolicka znajdująca się w archidiecezji lwowskiej w dekanacie Mościska.
Parafia nie posiada własnego proboszcza i jest administrowana dojazdowo przez proboszcza z parafii Myślatycze.